# 唐姨姨
唐姨姨（1941年—），原名唐婉文，籍貫廣東，香港專欄作家及兒童文學作家，香港兒童文藝協會會員。

## 生平
唐婉文幼年生活於廣州及澳門，約50年代移居香港。1965年，她撰寫兒童戲劇小說《小威日記》給香港商業電台，是為她投身兒童文學之始，同年以唐姨姨作筆名在《華僑日報》兒童版的《唐姨姨》專欄寫作到1990年，就全身投入兒童文學工作。

## 作品
- 《和你談心一、二集》
- 《愛心晚餐》
- 《談談數數心裡事》
- 《明天會更好》
- 《美麗的醜小鴨》